# Nils Fredricsson
Nils Karl Anders Fredricsson, född 8 oktober 1903 i Stockholm, död 1987, var en svensk målare.
Han var son till affärsmannen Carl Fredricsson och Gerda Leopold-Ahlsell och från 1947 gift med Aina Carlsson.
Fredricsson studerade konst i Paris 1924. Separat ställde han ut på Konstgalleriet i Göteborg och han medverkade i samlingsutställningar på bland annat Svensk-franska konstgalleriet i Stockholm. Hans konst består av stilleben, interiörer, porträtt hamnmotiv och landskap utförda i olja. Fredricsson är representerad vid Moderna museet och Västerås konstförenings konstgalleri.